# 11 Pułk Artylerii Haubic
11 pułk artylerii haubic – pułk artylerii polskiej ludowego Wojska Polskiego.
Sformowany we wsi Ugrojedy pod Sumami rozkazem dowódcy 1 Armii Polskiej w ZSRR nr 001 z 1 kwietnia 1944. Przysięgę żołnierze pułku złożyli 6 listopada 1944 pod Warszawą.

## Dowódca pułku
- płk Michał Czyżykow

## Skład etatowy
- Dowództwo i sztab
- pluton topograficzny
- 1 dywizjon artylerii haubic
  - trzy baterie artylerii haubic
- 2 dywizjon artylerii haubic
  - dwie baterie artylerii haubic
- park artyleryjski

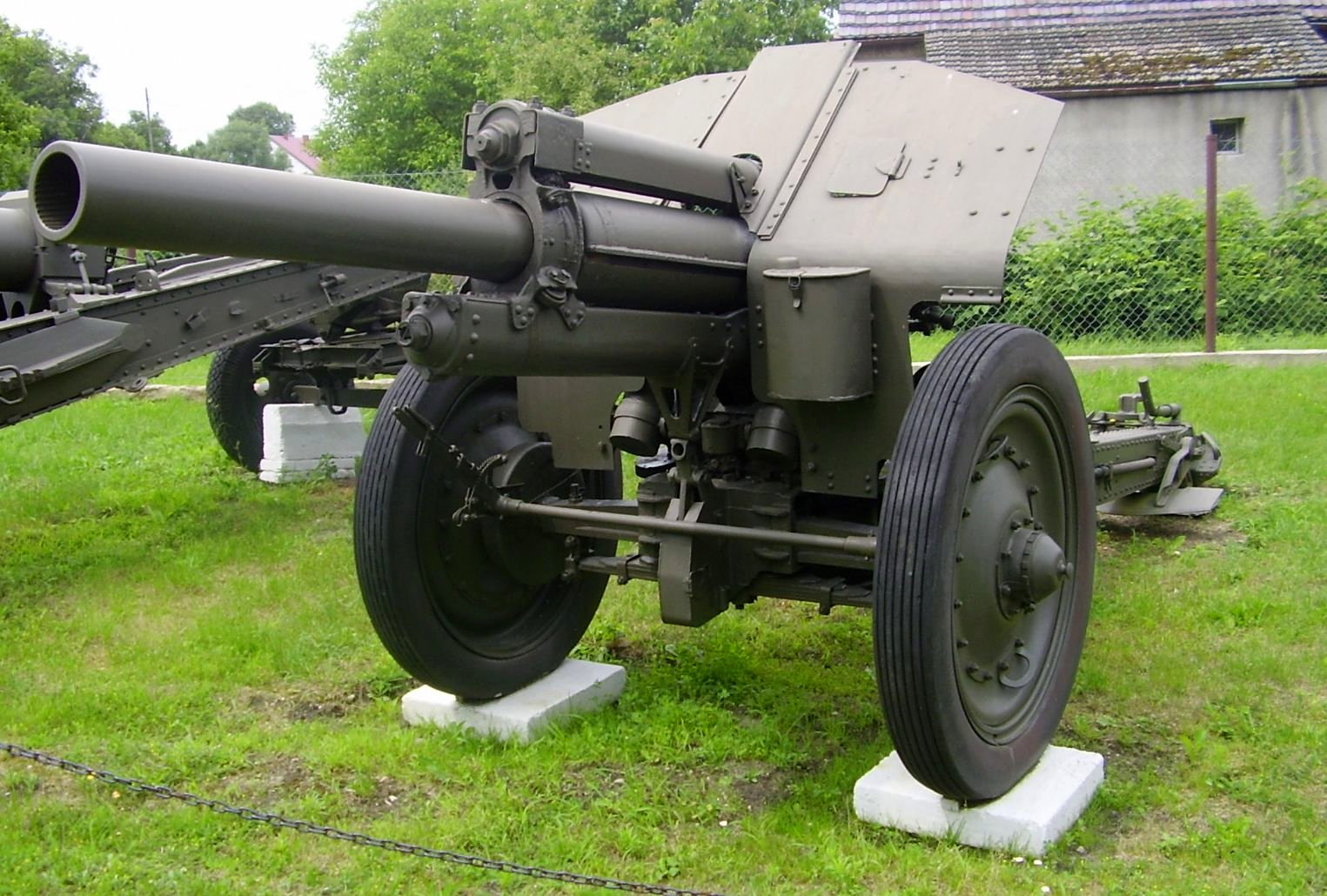
122 mm haubica wz. 1938 (M-30)

żołnierzy – 653 (oficerów – 70, podoficerów - 186, szeregowców - 397)
sprzęt:
- 122 mm haubice - 20
- rusznice przeciwpancerne - 20
- samochody - 53
- ciągniki - 25

## Działania bojowe
Pułk wchodził w skład 3 Brygady Artylerii Haubic.
Walczył w 1944 o przyczółki na zachodnim brzegu Wisły, wspierając ogniem 3 Dywizję Piechoty.
Na Wale Pomorskim walczył pod Borujskiem i Żabinem.
Uczestniczył także w walkach w rejonie Starej Odry, Ruppiner-Kanal i Hawelą.
Szlak bojowy zakończył 8 maja 1945 pod Stolzenhagen.
|  |  |  |  |  |

|  |  |